# Diakonischer Dienstgeberverband Niedersachsen
Der Diakonische Dienstgeberverband Niedersachsen e.V. (DDN) mit Sitz in Hannover ist ein Zusammenschluss diakonischer Einrichtungen im deutschen Bundesland Niedersachsen. Dieser kirchliche Arbeitgeberverband wurde am 28. November 2005 gegründet und erfolgte mit Zustimmung der damals in der Konferenz Diakonischer Werke in Niedersachsen zusammengeschlossenen Diakonischen Werke.

## Aufgaben

### Tarifvertragspartei und Beteiligung an arbeitsrechtlichen Kirchengesetzen
Der DDN ist Tarifvertragspartei der Arbeitgeberseite und vertritt die Interessen der Mitglieder als Dienstgeber gegenüber ihren Dienstnehmern und Mitarbeitervertretungen (MAV). Der DDN schließt kirchengemäße Tarifverträge für seine Mitglieder mit den Gewerkschaften ab, die mit der seit 1971 gegründeten Konföderation evangelischer Kirchen in Niedersachsen mit Sitz in Hannover eine sogenannte Sozialpartnerschaftsvereinbarung mit Regelungen zur Vermeidung von Streiks und Aussperrung in den diakonischen Einrichtungen geschlossen haben. Danach sind die Formen des Arbeitskampfes nicht zulässig. Der DDN berät seine Mitglieder in Arbeitsrechtsverfahren und Arbeitsstreitigkeiten und wirkt an der Gestaltung von arbeitsrechtlichen Kirchengesetzen aktiv mit.
Die Diakonie als kirchlicher Dienst ist dabei durch den Auftrag Jesu Christi bestimmt, das Evangelium in Wort und Tat zu verkünden. Die gemeinsame Verantwortung für diesen Auftrag in der Diakonie verbindet Leitungen und Mitarbeitende gleichermaßen zum Dienst an Hilfebedürftigen, Notleidenden und Benachteiligten („Dienstgemeinschaft“) und verpflichtet sie zu einer vertrauensvollen Zusammenarbeit.

### Tarifvertrag Diakonie Niedersachsen (TV DN)
| Basisdaten                                               | Basisdaten                                 |
| -------------------------------------------------------- | ------------------------------------------ |
| Titel:                                                   | Tarifvertrag Diakonie Niedersachsen        |
| Abkürzung:                                               | TV DN                                      |
| Unterzeichnung:                                          | 19. September 2014                         |
| Inkrafttreten:                                           | 1. Mai 2016                                |
| Letzte Änderung durch: 1)                                | Änderungstarifvertrag vom 16. Februar 2022 |
| Inkrafttreten der letzten Änderung: 1)                   | 16. Februar 2022                           |
| 1) Bitte beachten Sie den Hinweis zur geltenden Fassung! |                                            |

Im Mai 2013 kam es zu einer Vereinbarung zwischen DDN mit den Gewerkschaften ver.di und den Marburger Bund Tarifverträge miteinander abzuschließen. Als erster Testlauf für die künftige Tarifpartnerschaft wurde im April und Mai 2013 über eine Erhöhung der Entgelte für die über 30.000 Beschäftigten der Diakonie Niedersachsen erfolgreich verhandelt.
Mit Wirkung zum 19. September 2014 erfolgte zuletzt der gültige Abschluss des Tarifvertrags Diakonie Deutschland (TV DN) der zwischen dem Diakonischen Dienstgeberverband Niedersachsen (DDN) und der ver.di – Vereinte Dienstleistungsgewerkschaft vereinbart wurde. Im Wesentlichen wurden alle Regelungen zusammengefasst, die zuvor in Arbeitsvertragsrichtlinien (AVR) festgeschrieben waren. Der Tarifvertrag bedeutet dabei eine Wende vom bisherigen kirchlichen Arbeitsvertragssystem hin zu einer tarifvertraglichen Basis zweier gleichberechtigter Sozialpartner. Der Tarifvertrag Diakonie Niedersachsen (TV DN) habe nach Angabe der Gewerkschaft ver.di einen ähnlichen Umfang wie der Tarifvertrag für den öffentlichen Dienst (TVÖD) mit Arbeitszeitregelungen, Urlaubsregelungen und Zuschlägen.

### Arbeitsrechtliche Kommission der Diakonie Deutschland
Der DDN wählt die Dienstgebervertreter in der Arbeitsrechtlichen Kommission der Diakonie Deutschland. In der Kommission werden die Arbeitsvertragsrichtlinien der Diakonie Deutschland (AVR DD) im Sinne des Arbeitsrechts der Kirchen den sogenannten Dritten Weg geregelt, darunter die Arbeitsvertragsbedingungen, der Arbeitszeit und der Entlohnung. Es gilt dabei die einvernehmliche Gestaltung der Arbeitsvertragsrichtlinien und der Vergütung in einer paritätisch besetzten Kommission. Der Dritte Weg ergibt sich aus dem verfassungsrechtlich garantierten Selbstbestimmungsrecht der Kirchen (Artikel 140 Grundgesetz in Verbindung mit Artikel 137 Absatz 3 Weimarer Reichsverfassung). Tatsächlich steht diese Verfassungsnorm unter dem Vorbehalt des „für alle geltenden Gesetzes“. Da das Tarifvertragsgesetz (TVG) die Kirchen nicht ausnimmt, gilt dieses Gesetz auch für die Kirchen. (Allgemein verbindliche) kollektivrechtliche Verträge können daher nur nach den Bestimmungen des Tarifvertragsgesetzes und im Konsens zwischen Dienstgebern (Arbeitgebern) und den Mitarbeitenden der Diakonie geschaffen werden. Die Regelungen der kirchlichen Kommissionen haben nach ständiger Rechtsprechung des Bundesarbeitsgerichts lediglich die Rechtsqualität von „Allgemeinen Geschäftsbedingungen“.

### Sonstige Beteiligungen
Der DDN unterbreitet Vorschläge der Vertreter der Diakonie für die Zusatzversorgungskasse der Evangelisch-lutherischen Landeskirche Hannovers (KZVK) mit Sitz in Detmold und der Evangelischen Zusatzversorgungskasse in Darmstadt.
Der DDN beteiligt sich auch bei der Besetzung der gesetzlich vorgesehenen Selbstverwaltungsorgane der Sozialversicherungsträger.

## Mitglieder und Mitgliederversammlung
Die Mitglieder im DDN müssen zugleich Mitglied eines Diakonischen Werks einer an der Konföderation evangelischer Kirchen in Niedersachsen beteiligten Kirche sein. Im Oktober 2017 sind insgesamt 210 diakonische Rechtsträger mit insgesamt rund 37.000 Mitarbeitenden im DDN organisiert, darunter zahlreiche freigemeinnützige Krankenhäuser, Medizinische Versorgungszentren, Alten- und Pflegeheime, Behindertenhilfeeinrichtungen, Jugendhilfeeinrichtungen, Pflegedienste, Sozialstationen und Wohnungslosenhilfeeinrichtungen.
Die Mitgliederversammlung findet mindestens einmal jährlich statt und wählt den Vorstand der DDN alle drei Jahre.

## Vorstand
Der Vorstand tagt rund viermal im Jahr und besteht derzeit aus 12 Mitglieder mit einem Vorstandsvorsitzenden und vier Stellvertretern und wurde zuletzt am 6. Oktober 2021 durch Vertreter für 83 Mitgliedseinrichtungen gewählt. Satzungsgemäß wählt die Mitgliederversammlung des DDN für jeweils drei Jahre zehn Vorstandsmitglieder, die dann weitere fünf Mitglieder hinzuberufen.
Der Vorstandsvorsitzende und die vier Stellvertreter bilden den geschäftsführenden Vorstand der DDN.

### Geschäftsführender Vorstand
- Vorsitzender ist seit dem 6. Oktober 2021 Pastor Hans-Peter Daub, Theologischer Vorstand der Dachstiftung Diakonie in Hannover und Gifhorn.
- Ines Trzaska (Stellv. Vorsitzender), Kaufmännische Direktorin der Diakonie Himmelsthür in Hildesheim
- Frank Czeczelski (Stellv. Vorsitzender), Kaufmännischer Geschäftsführer im Evangelischen Krankenhaus Göttingen-Weende
- Jessica Gümmer-Postall (stellv. Vorstandsvorsitzende), Vorstand Evangelische Stiftung Neuerkerode.
- Sven Schumacher (stellv. Vorstandsvorsitzender Geschäftsführer), Christophorusstift Pflege gGmbH, Hildesheim.

### Weitere Mitglieder des Vorstandes
- Stefan David, Vorsitzender der Geschäftsführung DIAKOVERE gGmbH, Hannover.
- Markus Kriegel,  Geschäftsführer, GIB Gemeinnützige Gesellschaft für integrative Behindertenarbeit mbH, Hannover.
- Anke Grewe, Geschäftsführerin der Diakonie im Braunschweiger Land in Braunschweig
- Dr. Jens Lehmann, seit Juni 2024 Präsident des Landeskirchenamtes Hannover, Hannover
- Dr. Gabriele Schröder-Siefker, Diakonisches Werk der Ev.-luth. Landeskirche in Oldenburg e.V., Oldenburg.
- Brigitte Tegtbauer,  Stephansstift Ev. Jugendhilfe gGmbH (SEJ) (Venito) Hannover.
- Sabine Ulrich, Geschäftsführerin Rotenburger Werke der Inneren Mission gGmbH
- Stefan Voigt, Geschäftsführer Diakonische Dienste beraten & begleiten Goslar gGmbH, Goslar.
- Volker Wagner, Geschäftsführer Diakoniestationen Harz-Heide gemeinnützige GmbH
- Stephan Wilinski, Geschäftsführer DIOS-Diakonie Osnabrück Stadt und Land gGmbH

Nach der Satzung müssen mindestens drei Vorstandsmitglieder ordinierte Geistliche einer an der Konföderation evangelischer Kirchen in Niedersachsen beteiligten Kirche sein.